# Жак Нафурі
Жак Нафурі (фр. Jacques Nafouri) — новогебридський футболіст, що грав на позиції нападника. У складі збірної Нових Гебридів Нафурі брав участь у першому розіграші Кубку націй ОФК — Кубку націй ОФК 1973 року. На турнірі нападник зіграв у 4 матчах попереднього раунду, та матчі за третє місце, в яких забитими м'ячами не відзначився. Загалом зіграв у складі збірної 5 матчів.